# Ambiente digital
Ambiente digital é um espaço de interação remota, existindo em três tipos: entre sujeito-sujeito (como quando participamos de uma chamada de vídeo ou nos comunicamos por texto e áudio), sujeito-plataforma (como quando interagimos com mensagens pré-programadas em WhatsApp de conta comercial) e plataforma-plataforma (como quando no cruzamento e compartilhamento de dados entre aplicações). Essas interações são possibilitadas por intermédio das tecnologias de software e hardware, utilizando-se de interconexões viabilizadas pela internet.

## Contextualização
Com a terceira revolução industrial, após a Segunda Guerra Mundial, inúmeros avanços tecnológicos sucederam-se até os dias atuais, como a robótica, genética, informática, telecomunicações, eletrônica, etc. Dentre os tais, a internet e seus fenômenos.
Criada em 1969, a Arpanet (como até então se chamava) interligava laboratórios de pesquisa nos Estados Unidos e pertencia ao Departamento de Defesa norte-americano, garantido a comunicação entre militares e cientistas.
Em 1982, agora com o nome de internet, a tecnologia de rede começou a expansão para outros países, tendo seu uso comercial liberado em 1987. Uma década depois, o Laboratório Europeu de Física e Partículas inventou a World Wide Web, comportando inserção de informações e dados acessíveis a qualquer usuário conectado em qualquer parte do mundo.
Como o mundo atual cada vez mais informatizado e dinâmico, eclodem com amplitudes outrora inimagináveis, os ambientes digitais.

## Terminologia
Segundo o dicionário Michaelis, a palavra “ambiente” (do latim lat ambiens) pode fazer referência àquilo que envolve ou circunda os seres vivos ou coisas e constitui o meio em que se encontram. Ainda segundo o mesmo dicionário, a palavra “digital” (do latim lat digitalis) pode fazer menção (dentre outros significados) a computador que opera com quantidades numéricas ou informações expressas por algarismos, bem como a dispositivo que opera com valores binários.
Poderíamos encontra a significação para o termo “ambientes digitais” naquilo a que se refere às plataformas virtuais criadas a partir de algoritmos computacionais e eletrônicos numa linguagem informatizada, seguindo parâmetros lógicos de programação binária para fim de uma interação responsiva, irrompendo dos espaços físicos que nos rodeiam.

## Ambientes digitais e suas propriedades
Os ambientes digitais proporcionam interatividade e possibilidades quase que infinitas de exploração, pesquisa e navegabilidade. Segundo a autora Janet Murray, esses ambientes possuem quatro propriedades: procedimental, participativa, espacial e enciclopédica.

### Procedimental
São procedimentais, pois há uma série de regras pré-programadas para que se comportem de maneira complexa e aleatória, reagindo aos comandos de seus usuários através de mecanismos de inteligência computacional.

### Participativa
São participativos, apresentando uma variedade de escolhas por meio de ramificações, menus e links, possibilitando interações diversas. O ambiente digital é programado para assimilar e corresponder ao comportamento do usuário, dado a este, a depender da plataforma, determinado leque de interações possíveis.

### Espacial
São espaciais, já que seus espaços são navegáveis e podemos nos mover dentro deles. 

### Enciclopédica
São enciclopédicos, comportando o armazenamento de dados e informações em quantidade gigantesca, podendo ser acessível em qualquer parte do mundo se compartilhados na internet. 

## Ambientes digitais e os gêneros textuais
O mundo informatizado da sociedade contemporânea exige dos indivíduos não somente habilidades para o uso dos recursos tecnológicos, como também para comunicar-se com eficiência, transitando pelos variados gêneros que circulam nos ambientes digitais, segundo os elementos textuais que os constituem.
	Com o avanço das TICs, surgem novas práticas de leitura e escrita, propiciadas principalmente pelos usos do computador e do smartphone, associados à internet. Essas novas práticas comunicacionais contam, além do processo de leitura e escrita, com a presença de recursos multisemióticos e multimidiáticos, incorporando imagens, sons, vídeos e links.
	Conforme os estudos de Mikhail Bakhtin, os gêneros discursivos são fenômenos sociais concretos e únicos, constituídos historicamente nas atividades humanas, caracterizados por uma forma básica mais ou menos estável, porém, suscetível a determinadas modificações e adaptações. Deste modo, o ambiente digital proporcionou o surgimento dos gêneros digitais, alguns como novos, outros como reformulação e variação de outros. Todavia, se personificam nas telas em forma de hipertexto.

### Exemplos de gêneros digitais
- E-mail
- Post[nota 2]
- Chat
- Blog